# Rătești (okręg Buzău)
Rătești – wieś w Rumunii, w okręgu Buzău, w gminie Berca. W 2011 roku liczyła 661 mieszkańców. 